# 1791 en Italie
Chronologie de l'Italie
- 1787
- 1788
- 1789
- 1790
- 1791
- 1792
- 1793
- 1794
- 1795

## Événements
- 13 octobre : tremblement de terre à Terni[1].
- 28 octobre : tremblement de terre de magnitude 6,9 dans le centre de la Calabre[1].

## Culture

### Opéras créés en 1791
- 18 juillet : Lodoïska, opéra en trois actes du genre comédie héroïque de Luigi Cherubini, livret français de Claude-François Fillette-Loraux, d'après un épisode du roman Les Amours du chevalier de Faublas de Jean-Baptiste Louvet de Couvray, créé au Théâtre Feydeau, à Paris.

## Naissances en 1791
- 21 janvier : Padre Davide da Bergamo, organiste et compositeur. († 24 juillet 1863).
- 10 février : Francesco Hayez, peintre, artiste majeur du romantisme historique italien, connu pour ses grandes peintures d'histoire, inspirées du Moyen Âge et de la Renaissance. († 12 février 1882)
- 20 février : Nicola Antonio Manfroce, compositeur. († 9 juillet 1813).
- 29 juin : Ugo Pietro Spinola, cardinal, créé in pectore par le pape Grégoire XVI, qui fut Camerlingue du Sacré Collège et nonce apostolique en Autriche (en). († 21 janvier 1858)
- 21 juillet : Carlo Vizzardelli, cardinal, créé par le pape Pie IX, qui fut notamment secrétaire de la Congrégation extraordinaire des affaires ecclésiastiques. († 24 mai 1851)
- 7 septembre : Giuseppe Gioachino Belli, poète, auteur de plus de 2 200 sonnets. († 21 décembre 1863)
- 21 décembre : Giorgio Jan, botaniste, zoologiste et universitaire, professeur à l'université de Parme et directeur du jardin botanique de la ville. († 8 mai 1866)

## Décès en 1791
- 2 août : Ermenegildo Costantini, 60 ans, peintre baroque, qui réalisa de nombreuses fresques dans les églises de Rome et de Velletri. (° 28 mars 1731)